# Секеч, Иштван Йожефович
И́штван Йо́жефович Се́кеч (венг. Szekecs István; 3 декабря 1939, Берегово, Венгрия, ныне — Украина — 28 января 2019) — советский футболист, нападающий. Впоследствии — российский тренер.

## Биография
Воспитанник закарпатского футбола. Спортивное звание — мастер спорта СССР с 1965 года
По национальности — венгр, родился в Закарпатье, которое в то время было в составе Венгрии.
Начал играть в местных командах низших лиг, в 1959 году попал в киевское «Динамо», но провёл в основном составе всего два матча и в следующем сезоне перешёл в команду класса «Б» (первой лиги) «Авангард» Тернополь.
Через 2,5 года оказался в харьковском «Авангарде». Военную службу проходил в 1964—1966 годах в составе СКА (Львов), СКА (Одесса) и московского ЦСКА. В 1966 в Москве женился.
Следующие 6 сезонов Иштван провёл в одесском «Черноморце», в составе которого стал знаменитым на весь Советский Союз, благодаря своей заряженности на игру и хорошей результативности в чемпионатах. В составе «моряков» дважды становился лучшим бомбардиром команды по итогам сезонов и столько же бронзовым призёром Первой лиги.
Завершил карьеру игрока в 1972 году в николаевском «Судостроителе».
В 1958 году был в составе юношеской сборной СССР.

### Стиль игры
Быстрый, физически сильный, нацеленный на ворота форвард, умел повести за собой партнёров, обладал прицельным ударом с правой ноги.— 
С 1973 года — на тренерской работе. Тренерскую карьеру начинал в душанбинском «Памире». Тренировал также клубы Украины, России, Таджикистана, Узбекистана.
В 1979 году под его руководством львовские «Карпаты» вышли в Высшую лигу чемпионата СССР. В 1982 году под его началом ташкентский «Пахтакор» финишировал в союзном первенстве на шестом месте.
В начале 90-х годов Иштван Секеч едва не начал тренировать юниоров «Ференцвароша», но от переезда на историческую родину его удержала жена. В 1991 году, возглавляя шепетовский Темп, выиграл кубок УССР. В 1998 году под его руководством красноярский «Металлург» пробился в Первую лигу чемпионата России.
В 2003 году Секеч выиграл с турсунзадевским «Регар-ТадАЗ» золотые медали чемпионата Таджикистана. В 2004 году был тренером-консультантом в национальной сборной Таджикистана .
В марте — сентябре 2008 тренировал ереванскую команду «Мика». Затем тренер-консультант душанбинского ЦСКА-Памир (июль 2013).

### Личная жизнь
Племянница Клара — бывшая жена Василия Раца, бывшего игрока «Динамо» (Киев) и сборной СССР, дочь — жена Владимира Кисеры, бывшего футболиста «Пахтакора».

## Достижения

### В качестве игрока
- Бронзовый призёр Первой лиги СССР (2): 1971, 1972
- Лучший бомбардир одесского «Черноморца» в чемпионатах СССР (2): 1968, 1969

### В качестве тренера
- Заслуженный тренер Таджикской ССР (1977) — за 5 место «Памира» в Первой лиге
- Заслуженный тренер Украинской ССР (1979) — за 1 место «Карпат» в Первой лиге
- Заслуженный тренер Узбекской ССР (1983) — за 6 место «Пахтакора» в Высшей лиге 1982